# أكيكو هاسيغاوا
أكيكو هاسيغاوا (30 نوفمبر 1985 في اليابان - ) (بالكانا:うちだ あきこ) هي لاعبة كرة طائرة يابانية في مركز ضارب خارجي ‏.

## وصلات خارجية
- أكيكو هاسيغاوا على موقع الاتحاد الدولي beach volleyball database (الإنجليزية)
- أكيكو هاسيغاوا على موقع قاعدة بيانات الكرة الطائرة الشاطئية (الإنجليزية)
- أكيكو هاسيغاوا على موقع الدوري الياباني (مؤرشف) (اليابانية)